# ليونيل موراليس
ليونيل موراليس (بالإسبانية: Leonel Morales) (2 سبتمبر 1988 في بوليفيا - ) هو لاعب كرة قدم بوليفي في مركزي الدفاع والظهير. شارك مع منتخب بوليفيا لكرة القدم. أما مع النوادي، فقد لعب مع نادي بوليفار ونادي ريال بوتوسي ونادي شريف تيراسبول وUniversitario de Sucre ‏ وSport Boys Warnes ‏ ونادي بلومينغ.

## مسيرته الكروية
لعب ليونيل موراليس خلال مسيرته الاحترافية مع 6 أندية في أربعة عشر موسمًا وسجل خلالها 7 أهداف ضمن 250 مباراة. ولم يفز بأي موسم بالكأس وفاز في ستة مواسم بالدوري.
خاض ليونيل موراليس مسيرته مع Universitario de Sucre ‏ في موسم 2007 ليلعب معه ستة مواسم، مشاركًا في 55 مباراة ولم يسجل أي هدف. ثم انتقل إلى نادي شريف تيراسبول في موسم 2011–12 ولمدة موسمين، حيث شارك في 15 مباراة ولم يسجل أي هدف أيضًا. لينتقل بعدها إلى نادي بوليفار في موسم 2012–13 في المرة الأولى لمدة موسم واحد ثم في موسم 2016–17 ولمدة موسمين، مشاركًا طوالها في 73 مباراة سجل خلالها 4 أهداف. ثم انتقل إلى نادي ريال بوتوسي في موسم 2013–14 لمدة موسم واحد، مشاركًا في 33 مباراة سجل خلالها هدفًا واحدًا. هذا وانتقل لاحقًا إلى نادي بلومينغ في موسم 2014–15 لمدة موسم واحد، مشاركًا في 33 مباراة ولم يسجل أي هدف. ثم انتقل بعدها إلى Sport Boys Warnes ‏ في موسم 2015–16 لمدة موسم واحد، مشاركًا في 41 مباراة سجل خلالها هدفين.

## وصلات خارجية
- ليونيل موراليس على موقع قاعدة بيانات كرة القدم.إي يو (الإنجليزية)
- ليونيل موراليس على موقع ناشيونال فوتبول تيمز (الإنجليزية)
- ليونيل موراليس على موقع Soccerway.com (الإنجليزية)
- ليونيل موراليس على موقع AS.com (الإسبانية)